# ゲッティンゲン七教授事件
ゲッティンゲン七教授事件（ゲッティンゲンしちきょうじゅじけん、ドイツ語: Göttinger Sieben）は、ドイツのゲッティンゲン大学で1837年に、ハノーファー国王エルンスト・アウグストの政策に異議を唱えた7人の教授が追放ないし免職となった事件。通称ゲッティンガー・ジーベン（ゲッティンゲンの7人の意）。

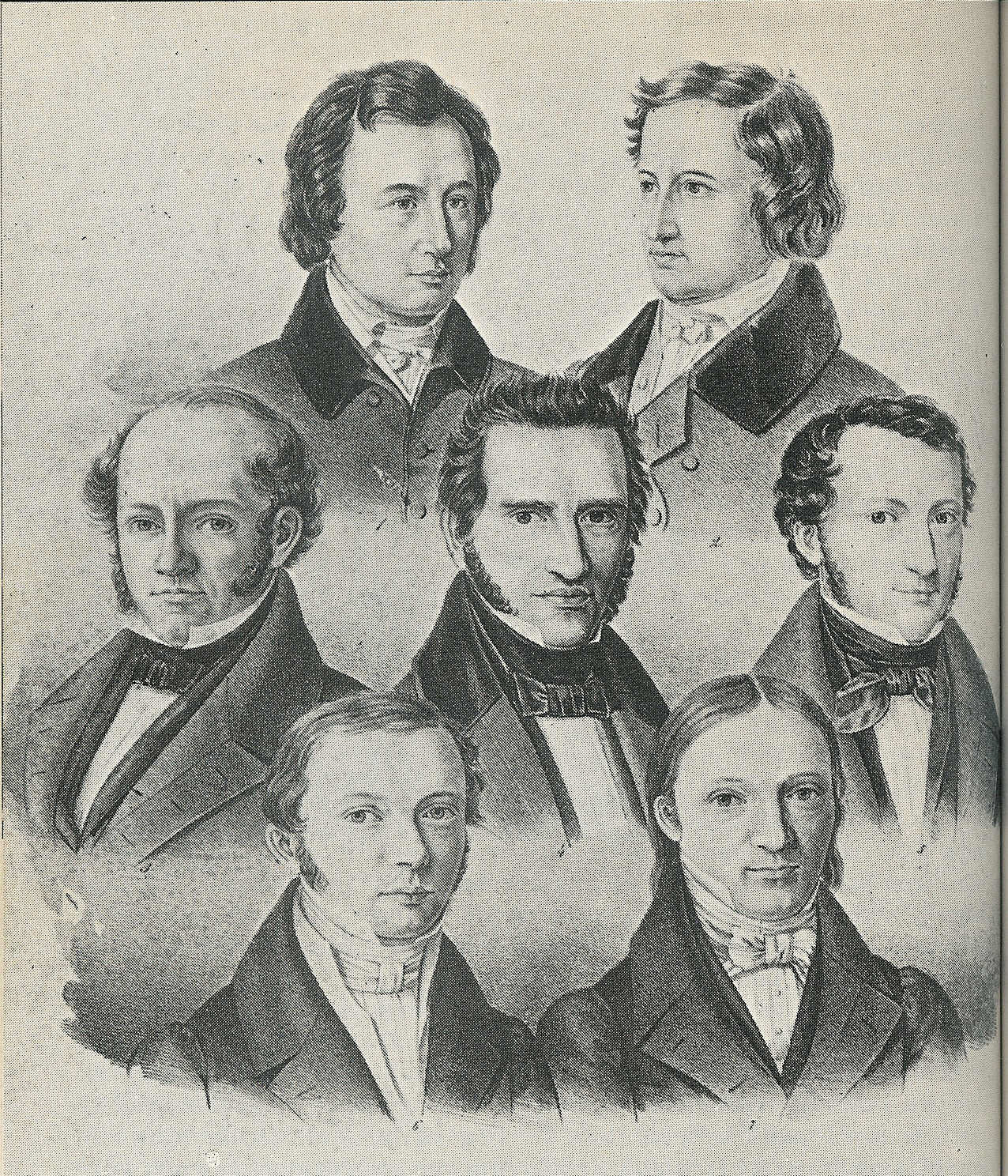
ゲッティンゲンの7教授：（1）ヴィルヘルム・グリム、（2）ヤーコプ・グリム、（3）ヴィルヘルム・エドゥアルト・アルブレヒト、（4）フリードリヒ・クリストフ・ダールマン、（5）ゲオルク・ゴットフリート・ゲルヴィーヌス、（6）ヴィルヘルム・エドゥアルト・ヴェーバー、（7）ハインリヒ・エーヴァルト

## 事件の経緯
7月革命でフランスの市民革命は終了したが、それに伴う革新の流れに対抗する形で、保守反動の波が起こった。二つの勢力はしばしば激突した。
1833年、ハノーファー王国では、1714年以来同君連合を組んでいたイギリスの影響を受けた新憲法が定められ、民主的な政治が行われた。1837年にイギリスの王位を継承したヴィクトリアは、ハノーファーの王位継承法では即位できないため、代わって叔父のエルンスト・アウグストが王位についたが、彼は即位早々に「国王の権利を制限」する新憲法の破棄を宣言してしまった。当然、市民は反感を抱いたが、抵抗は困難であった。そんな折、ゲッティンゲン大学の教授7人が共同で大学に抗議書を提出した。この時の教授は、以下の7人である。
- 中心となった教授

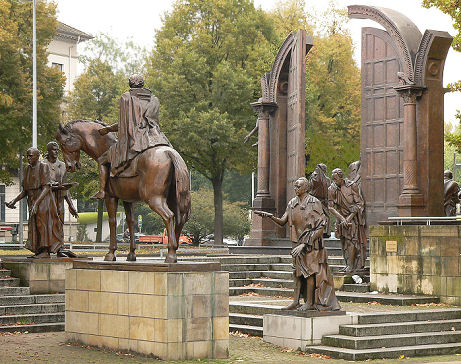
ハノーファーにあるゲッティンゲン七教授の記念碑

  - フリードリヒ・クリストフ・ダールマン（英語版）（歴史学）
  - ヤーコプ・グリム（ドイツ語学）
  - ゲオルク・ゴットフリート・ゲルヴィーヌス（英語版）（文学史）
- 中心ではないが、名を連ねた教授
  - ヴィルヘルム・エドゥアルト・アルブレヒト（英語版）（国家法学）
  - ヴィルヘルム・グリム（ドイツ文学・文献学）
  - ハインリヒ・エーヴァルト（英語版）（ヘブライ語・オリエント学）
  - ヴィルヘルム・エドゥアルト・ヴェーバー（物理学）

市民は勇気づけられ、内外の新聞は大きくこれを報じたが、大学当局および国王はこれを受け入れなかった。中心となった3人は3日以内に国外退去することを命じられ、残りの4人も免職となった。学生達はデモを繰り広げ、教授達の抗議書の写しを国内外に広めた。それに対して当局は戒厳令を出し、学生50人を逮捕したため、騒ぎはますます大きくなった。
7人の教授はそれぞれに亡命したり、失職のまま知人の元に身を潜めた。ヤーコプ・グリムは、亡命先のカッセルで自分たちの主張をまとめた弁明書『私の免職について』を発表、スイスのバーゼルで発刊した。エーヴァルトは、ドイツ中部のテュービンゲン大学に迎えられた。アルブレヒトはライプツィヒ大学の、ダールマンはボン大学の教授となった。グリム兄弟は失職の身のままドイツ語辞典の編纂にあたっていたが、1840年にプロイセンの国王がフリードリヒ・ヴィルヘルム4世に代わると、ベルリン大学の教授として迎えられた。また、エーヴァルトとヴェーバーの2人は、後に再びゲッティンゲン大学の教授として迎えられている。
「事件の影響の大きさに驚いた国王は、しぶしぶ国民と妥協し、破棄された憲法に近い新憲法が1840年に発布される」。
「この事件の10年後に起こった1848年の 三月革命では、全ドイツ統一憲法審議のために、ドイツ国民議会がフランクフルトで開かれるが、・・・7教授のうち、アルブレヒト、ダールマン、ヤーコプ・グリム、そしてゲルヴィヌスの4人が」それに加わることになる。

## 象徴化
この事件は、ドイツ語圏では「Göttinger Sieben」（ゲッティンゲンの7人）と呼ばれ、”Begründer des deutschen Liberalismus”（ドイツのリベラリズムの祖）とされており、大学人が自らの尊厳をかけて権力に抵抗する場合、この呼び名にちなんだ言い方をすることがある。1957年4月12日、やはりゲッティンゲン大学の著名な教授18人が時のドイツ連邦共和国の国防大臣フランツ・ヨーゼフ・シュトラウスにドイツ国防軍の核兵器配備に反対した抗議文書を提出したということがあった。その中には、マックス・ボルン、オットー・ハーン、ヴェルナー・ハイゼンベルクなどの著名な教授達も含まれ、世間は「Göttinger Achtzehn」（ゲッティンゲンの18人）と呼んだ。
またアメリカでもベトナム戦争がピークの1968年、シカゴ大学でベトナム戦争反対の大学生集会が開かれ、声明を発表した7人の学生が、やはり「Chicago Seven」（シカゴ・セブン - シカゴの7人）と呼ばれた。
ドイツ連邦共和国大統領リヒャルト・フォン・ヴァイツゼッカーは大統領官邸の応接間にグリム兄弟の肖像画を飾るほどグリム兄弟を尊敬していたが、1985年 ゲッティンゲン開催のドイツ語学・文学国際学会（Internationale Vereinigung für Germanistik）開会式の挨拶においてゲッティンゲン7教授事件に言及した。
日本では、2020年 日本学術会議新会員任命拒否事件との関連で一部マスコミにおいて「ゲッティンゲン七教授事件」への言及がみられる。